# 大根川 (神奈川県)
大根川（おおねがわ）は、神奈川県の主に秦野市を流れる金目川水系の二級河川。

## 地理
神奈川県秦野市南矢名にある権現山の東斜面（標高約100m）に源を発し東に流れる。平塚市との境界付近で善波川を合わせ、平塚市岡崎で鈴川に合流する。
中流部はコンクリート護岸の典型的な都市小河川である。東海大学前駅を過ぎた秦野平塚市境付近では、水はけの悪い低湿地となっていて、特に鶴巻地区では過去に何度も水害を繰り返した。現在、平塚市と秦野市との境を流れる部分では区画整理事業が行われている。善波川との合流点に鶴巻ポンプ場が設置されている。

## 流域の自治体
神奈川県
秦野市、平塚市

## 橋梁
- 南矢名陸橋（東名高速側道）
- 南矢名高架橋（東名高速道路）
- 中央橋
- 安藤橋
- 暘（ひので）橋（神奈川県道614号南矢名東海大学前停車場線）
- 大根橋（神奈川県道613号曽屋鶴巻線）
- 真田橋（神奈川県道612号上粕屋南金目線）
- 大畑橋